# Marc Donato
Marc Donato (ur. 2 marca 1989 w Toronto, Kanada) – kanadyjski aktor.

## Kariera filmowa
Donato grał postać Dereka Haiga w Degrassi: Nowe pokolenie. Inne role w Doc, W pułapce milczenia, Błękitny motyl, użyczał głosu w kreskówkach, ostatnio Ethanowi w Dzikiej przyszłości. Miał także niewielkie role jako Adam w Podaj dalej, Davey w Białym oleandrze, jako dziecko w klasie przedszkolnej Adama Sandlera w Billy Madison oraz w thrillerze The Final.

## Filmografia

### Filmy

#### Aktor
- 2004: Błękitny motyl (The Blue Butterfly) – Pete Carlton
- 2002: Biały oleander (White Oleander) – Davey
- 2001: Niebezpieczne dziecko (Dangerous Child) – Leo Cambridge
- 2000: Kamera (Camera) – aktor
- 2000: Podaj dalej (Pay It Forward) – Adam
- 1999: Mapa świata (A Map of the World) – Robbie
- 1999: W pułapce milczenia (Locked in Silence) – Stephen
- 1999: Łowcy wrażeń (The Time Shifters) jako Kevin
- 1999: Dear America: Standing in the Light - Thomas Logan
- 1998: A Boy's Own Story - Zackary
- 1998: Gorzka czekolada (The Sweetest Gift) – Chip Martin
- 1997: Słodkie jutro (The Sweet hereafter) – Mason
- 1996: Morderstwo Morrisonów (The Morrison Murders) – Beau
- 1996: Okaz (Specimen) – Mike Hillary (8 lat)
- 1995: Billy Madison - Nodding 1st Grader
- 1994: Fatal Vows: The Alexandra O’Hara Story - Ryan
- 1994: Maszyna śmierci (The Killing Machine) – Dziecko Connersa
- 1994: Zdradzona rodzina (Ultimate Betrayal)

#### Głos
- 2003: Dzieci pani Pająkowej ze Słonecznej Doliny (Miss Spider’s Sunny Patch Kids) – Wiggle

### Seriale

#### Aktor
- 2001–2004: Pokolenie mutantów (Mutant X) – Joshua Valentine
- 2001: Degrassi: Nowe pokolenie (Degrassi: The Next Generation) – Derek
- 1999–2001: Życie do poprawki (Twice in a Lifetime) – Mikey w wieku 12 lat
- 1998–2001: Real Kids, Real Adventures - Joseph Orien
- 1994–1996: Side Effects - Martin Bindernagle
- 1994–1998: Na południe (Due South) – Mały chłopiec

#### Głos
- 1999: Redwall - Młody Matthias
- 1999: Nieustraszeni ratownicy (Rescue Heroes) – Tyler
- 1993: Opowiastki z krypty (Tales from the Cryptkeeper) – David